# 4. lahki raketni topniški bataljon zračne obrambe Slovenske vojske
4. lahki raketni topniški bataljon zračne obrambe Slovenske vojske (kratica: 4. LRTBZO'}}) je bil bataljon zračne obrambe Slovenske vojske.
Bataljon je bil opremljen s samovoznimi protiavionskimi topovi 20/3 mm M55A4M1- BOV-3.
Razpuščen je bil leta 2004 v sklopu preoblikovanja celotne brigade.

## Poveljstvo
Poveljniki
- podpolkovnik Borut Angeli (2001-2004)